# 曾峻岳
曾峻岳（2001年11月7日—）為台灣職業棒球選手，司職投手，目前效力於中華職棒富邦悍將。2021年自復賽起獲任富邦悍將終結者。

## 生平
曾峻岳從小接受棒球訓練，臺中市東區力行國民小學、臺中市立中山國民中學、西苑高中。
於2020年季中選秀會中被富邦悍將以第七輪第35指名選進。
2023年9月26日於新莊棒球場，9上面對味全龍無失分，完成救援成功，也是生涯第50次救援成功，以21歲又323天之齡成為史上最年輕50救援成功締造者。（原紀錄為統一獅陳韻文的23歲又168天）
2024年8月7日，曾峻岳因出入爭議場所，與味全龍隊的張政禹、郭天信3人均被球團處以扣薪、下二軍禁賽處分。中華職棒聯盟則公布懲處，3人均禁賽7場、罰款7萬元。

## 球技
2022年9月22日於新莊棒球場，9下對決統一獅洋砲羅薩投出157km速球。也追平中華職棒本土投手最快球速紀錄，同時以20歲最年輕之姿，成為聯盟最年輕突破157km的本土投手。
2024年4月19日對統一獅後援登板時，投出時速158公里，刷新中華職棒本土投手的最快球速紀錄。

## 成棒國手經歷
- 2023年世界棒球經典賽中華隊
- 2023年亞洲職棒冠軍爭霸賽中華隊
- 2026年世界棒球經典賽資格賽中華隊

## 職棒生涯成績
| 年度 | 球隊     | 出賽 | 先發 | 勝投 | 敗投 | 中繼 | 救援 | 完投 | 完封 | 四死 | 三振 | 責失 | 投球局數 | 自責分率 | 被上壘率 |
| ---- | -------- | ---- | ---- | ---- | ---- | ---- | ---- | ---- | ---- | ---- | ---- | ---- | -------- | -------- | -------- |
| 2021 | 富邦悍將 | 57   | 0    | 4    | 0    | 13   | 12   | 0    | 0    | 20   | 62   | 11   | 55       | 1.80     | 0.95     |
| 2022 | 富邦悍將 | 47   | 0    | 2    | 4    | 6    | 20   | 0    | 0    | 21   | 64   | 16   | 50.1     | 2.86     | 1.05     |
| 2023 | 富邦悍將 | 54   | 0    | 2    | 2    | 9    | 18   | 0    | 0    | 18   | 60   | 7    | 51.2     | 1.22     | 0.89     |
| 2024 | 富邦悍將 | 47   | 0    | 2    | 1    | 19   | 6    | 0    | 0    | 15   | 63   | 8    | 47.1     | 1.52     | 1.06     |
| 合計 | 4年      | 205  | 0    | 10   | 7    | 47   | 56   | 0    | 0    | 74   | 249  | 42   | 204.1    | 1.85     | 0.98     |

## 外部連結
- 曾峻岳在台灣棒球維基館上的頁面（繁體中文）
- 曾峻岳在美國職棒官網（英语）
- 曾峻岳在中華職棒官網
- 曾峻岳在Baseball-Reference.com（小聯盟以及海外聯盟）（英语）